# Norikazu Murakami
Norikazu Murakami (jap. 村上 範和, Murakami Norikazu; * 16. Oktober 1981 in Yokohama, Kanagawa) ist ein ehemaliger japanischer Fußballspieler.

## Karriere
Murakami spielte für die Yokohama Flugels und das Yokohama F. Marinos Jugendteam und das Fußballteam der Meiji-Universität. Er spielte für den Yokohama Sports and Culture Club und mit dem Predator Urayasu Futsal Club. Mit professionellem Fußball begann er in Singapurs S League, als er dem Verein Albirex Niigata in der Mitte der Saison 2004 beitrat. Er wechselte zu Balestier Khalsa 2006 und zum FC Singapore Armed Forces 2007. 2008 war Murakami der zweitbeste Torschütze beim FC Singapore Armed Forces, wurde aber zum Ende der Saison trotzdem freigegeben.
Im März 2009 unterschrieb er einen Vertrag für Home United, verließ diesen Verein aber fünf Monate später in Richtung des südafrikanischen Vereins Platinum Stars. In der Saison 2009/10 traf Murakami viermal das Tor in 10 Spielen. Im August 2010 wurde Murakami freigegeben von den Platinum Stars. Die Saison 2010/11 spielte er bei den Golden Arrows.
Im August 2011 verschlug es den Japaner nach Deutschland. Auf Vermittlung des deutschen Trainers Gert Engels siedelte sich Murakami in Düren an, wo er sich zunächst dem Bezirksligisten Sportfreunde Düren anschloss. Nach einer überzeugenden Saison, in der er den Dürener Klub zur überlegenen Meisterschaft und zum Aufstieg in die Landesliga Mittelrhein führte, waren im Sommer 2012 die Regionalligisten SC Pfullendorf und FC Viktoria Köln an Murakami interessiert, zu einer Verpflichtung kam es jedoch nicht. In einem Freundschaftsspiel Dürens gegen Alemannia Aachen weckte der beidfüßige Angreifer dann das Interesse der Aachener Verantwortlichen.
Als der Japaner im September 2012 einen Vertrag bei der Alemannia unterschrieb, waren beide Seiten im Glauben, er sei offiziell als arbeitsloser Profi bei der FIFA registriert. Murakami hatte am 26. August einen Vertrag beim indischen Erstligisten Pune FC unterschrieben, der am 29. August wieder gelöst wurde. Da der Pune FC die Dokumente nicht vom Verband registrieren ließ, wurde Murakami nicht als arbeitsloser Spieler im Sinne der Statuten registriert, sondern als Amateurspieler. Deswegen galt die Transferfrist als überschritten und Murakami war erst ab dem 11. Dezember 2012 für Alemannia Aachen spielberechtigt. Sein Vertrag lief am 30. Juni 2013 aus und wurde nicht verlängert. Von Anfang 2014 bis zum Sommer 2014 stand er beim SV Wilhelmshaven unter Vertrag. Im Oktober 2014 schloss sich Murakami dem Honsfelder SV an, einem belgischen Amateurverein aus der Provinzklasse. Im Januar 2015 kehrte er nach Deutschland zurück und spielte in der Rückrunde beim Regionalligisten 1. FC Lokomotive Leipzig.
Im Sommer 2015 wechselte Murakami zum Landesligisten Hilal Maroc Bergheim, mit dem er die Meisterschaft gewann und in die Oberliga aufstieg. Zum Ende der Spielzeit 2016/2017 beendete er im Alter von 35 Jahren seine aktive Laufbahn.